# Морозово (Волгоградская область)
Морозово — село в Жирновском районе Волгоградской области, в составе Красноярского городского поселения.
Основано в 1806 году (по другим данным, около 1790 года) как хутор Добринский.
Население — 45 (2010)

## История
Согласно Историко-географическому словарю Саратовской губернии, составленному в 1898—1902 годах, хутор Добринский, он же слобода Морозова, относился к Красноярской волости Камышинского уезда Саратовской губернии. Основан около 1790 года переселенцами из Красного Яра. Хутор населяли бывшие государственные крестьяне, малороссы. Земельный надел составлял 3193 десятины удобной земли. Помимо земледелия жители также занимались промыслами (в слободе имелись кузнецы, портные, сапожники, плотники, мельники и др.)
С 1928 года — в составе Красноярского района Камышинского округа (округ упразднён в 1930 году) Нижне-Волжского края. С 1935 года в составе Неткачевского района Сталинградского края (с 1936 года — Сталинградской области). После упразднения Неткачевского района передан в состав Молотовского (Красноярского) района. В 1963 году в связи с упразднением Красноярского района передано в состав Жирновского района.

## Физико-географическая характеристика
Хутор находится в степной местности, в пределах Доно-Медведицкой гряды Приволжской возвышенности, являющейся частью Восточно-Европейской равнины, на левом берегу реки Добринки. Рельеф местности холмисто-равнинный. Высота центра населённого пункта — около 150 метров над уровнем моря. К северу от хутора высота местности достигает 220 и более метров над уровнем моря. Почвы — чернозёмы солонцеватые и солончаковые..
Через село проходит автодорога, связывающая посёлок Красный Яр и село Верхняя Добринка. По автомобильным дорогам расстояние до областного центра города Волгограда составляет 290 км, до районного центра города Жирновск — 48 км, до административного центра городского поселения рабочего посёлка Красный Яр — 14 км.
Часовой пояс
Морозово, как и вся Волгоградская область, находится в часовой зоне МСК (московское время). Смещение применяемого времени относительно UTC составляет +3:00.

## Население
Динамика численности населения
| 1862 | 1886 | 1894 | 1897 | 1911 | 1987 | 2002 |
| ---- | ---- | ---- | ---- | ---- | ---- | ---- |
| 540  | 1163 | 1330 | 1300 | 1734 | ≈90  | 82   |

| 2010 |
| ---- |
| 45   |